# Восточный Бурк-ан-Брес
Восточный Бурк-ан-Брес (фр. Bourg-en-Bresse-Est) — кантон во Франции, находится в регионе Рона — Альпы, департамент Эн. Входит в состав округа Бурк-ан-Брес.
Код INSEE кантона — 0105. Всего в кантон Восточный Бурк-ан-Брес входит одна коммуна — Бурк-ан-Брес.

## Население
Население кантона на 1999 год составляло 13 433 человек.
| 1962 | 1968 | 1975 | 1982 | 1990   | 1999   | 2006 | 2007 |
| ---- | ---- | ---- | ---- | ------ | ------ | ---- | ---- |
| -    | -    | -    | -    | 15 355 | 13 433 | -    | -    |